# Humayun Khan
Pour les articles homonymes, voir Khan (homonymie).
Humayun Saqib Muazzam Khan, né le 9 septembre 1976 aux Émirats arabes unis et mort le 8 juin 2004 près de Bakouba, est un militaire américain.

## Biographie
Issue d'une famille pakistanaise, il émigre aux États-Unis à l'âge de deux ans. Il étudie à l'université de Virginie.
Soldat intégré à la 1re division d'infanterie, il meurt lors de l'opération Liberté irakienne. Il est enterré au cimetière national d'Arlington. En 2016, il est l'un des quatorze musulmans américains morts en service depuis les attentats du 11 septembre 2001.
Son histoire, militaire musulman ayant donné sa vie à son pays, vient à l'attention nationale après que son père, Khizr Khan, prononce un discours à propos de son fils à la Convention nationale démocrate de 2016 (en) tout en critiquant les positions du candidat républicain Donald Trump.